# Garnison
Garnison (af fransk garnir; udstyre) er en militær styrke, der er udstationeret et givent sted; i ordets oprindelige betydning for at bevogte stedet, eksempelvis en fæstning, et slot eller en by.
Garnisonen indgår som en del af det militære beredskab og har desuden opgaver med bevogtning, uddannelse samt vedligeholdelse af udstyr og anlæg. 
Fredericia, Skive, Aalborg, Hørsholm, København, Holstebro, Frederikshavn, Korsør, Haderslev, Vordingborg, Karup og Slagelse er Danmarks få tilbageværende garnisonsbyer. Tidligere har også Århus, Randers, Tønder, Næstved, Viborg, Odense, Horsens og Køge haft garnisoner.  
| Militær | Spire Denne artikel om militær er en spire som bør udbygges. Du er velkommen til at hjælpe Wikipedia ved at udvide den. |